# Chadaranja
Chadaranja (ros. Хадаранья) – pasmo górskie w Rosji (Jakucja). Znajduje się w północnej części głównego grzbietu Gór Czerskiego.
Od południa graniczy w głównej grani z pasmem Tas-Chajachtach, za którego część jest niekiedy uznawany. Znajduje się między doliną rzeki Sielenniach (na wschodzie), a doliną rzeki Niennieli (na zachodzie). Rzeka Sielenniach oddziela pasmo Chadaranja od pasma Sielenniachskij chriebiet, a rzeka Niennieli od pasm Kurundja i Kisyliach. Długość pasma wynosi około 200 km, wysokość do 2185 m n.p.m.
Pasmo zbudowane z mułowców, iłowców i granitów. Wypiętrzone w czasie orogenezy alpejskiej.
Roślinność strefowa. W niższych partiach gór tajga modrzewiowa, wyżej karłowate limby i tundra górska.